# Günther-Eric Thöner
Günther-Eric Thöner (* 25. März 1941 in Bukarest; † 7. Februar 2001 in Starnberg) war ein deutscher Musiker.
Thöner war 1965 einer der Gründer des Beat-Quintetts The Jay Five. Später komponierte er auch Schlagerlieder, darunter mehrere Kandidaten für den deutschen ESC-Beitrag: Mit Stephan Lego schrieb er für Gitte Haenning das Lied Junger Tag (8. Platz beim Eurovision Song Contest 1973). 1976 wurde seine Komposition beim Vorentscheid fünfter, 1979 ebenfalls, 1983 siebter, 1985 dritter. 1986 wurde sein selbst gesungener Beitrag Du bist der Wind, der meine Flügel trägt im Vorentscheid neunter. 